# Moulin de la Moline
Le Moulin de Moline était situé sur la commune de Troyes dans le département de l'Aube. Construit au XIIIe siècle par les comtes de Champagne.

## Histoire
Il est attesté comme appartenant au Chapitre de Troyes en 1306 sur la dérivation de la Seine, à 1520m du déversoir de Saint-Julien. Est connu comme Molendinum , moulin aux toiles', Moulin de la Mouline, Molendini ad Tela. Il est au finage de la Vacherie. Il est cité comme existant déjà par Boutiot en 1220.

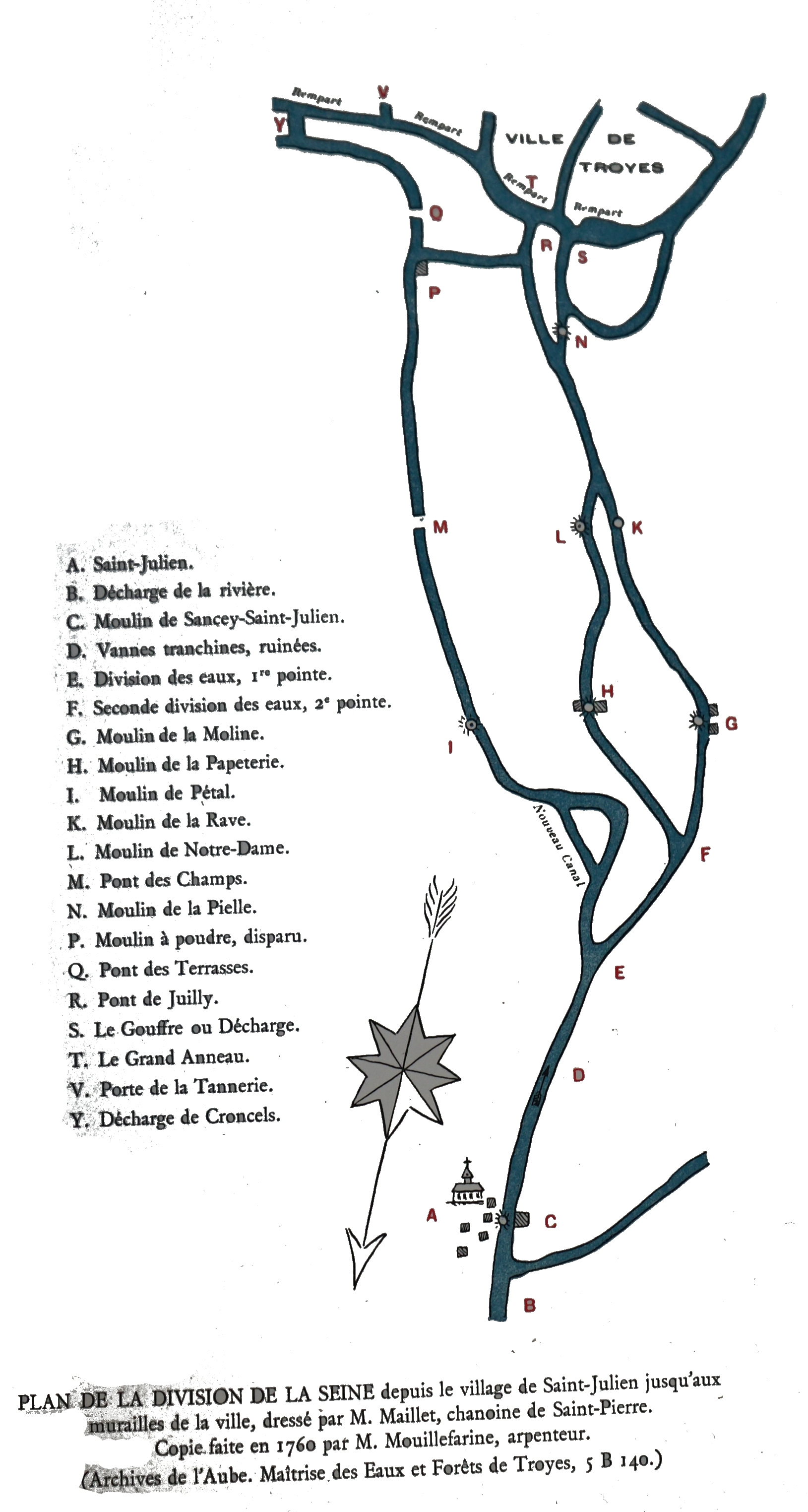
Le moulin sur le cours de la Seine entre Saint-Julien et Troyes.

En 1348 il est loué à Pérard Garnier qui doit l'entretenir et payer 128 livres de loyer annuel, il est papetier à Troyes. En 1365, il est loué par Guy de Verdun et son frère Jacques, deux chanoines aubois, c'est la première mention d'un usage en blanchissement de toiles. EN 1434 à Gilles le Pevrier, 1374 à Jeoffroy le Quarillon avec Vincent de Fisque et Geoffroy Cassin, marchands de toiles. En 1382 : Jean de Braux et Gilles le Gras pour 50 livres tournois par an.
Étienne Maupensant en 1388 en prit la location pour faire du papier. En 1429, Guillaume Posche décédait et Perrin Camus arrivait à fin de bail, il n'y eut plus de locataires jusqu'en 1440. Alors Perrin Truchot le louait pour huit livres par an pour dix-huit années. Et il s'adjoint son gendre Jean Piétrequin et le bail passait à trente livres tournois et trente mains de papier par an.
Il entrait la famille le Ber par Guillaume en 1516 qui était associé avec Perrot Denise, passait à Guillaume II le Bey en 1523 qui devenait papetier juré de l'Ancienne université de Paris en 1553. C'est en 1561 que son fils Robert Le Bé qui prenait sa succession. En 1586, le bail était tenu par Jean Nivelle et il décrivait le moulin comme ayant deux roues à papier, des maisons et dépendances avec étendoirs.
En 1596 il revenait chez Jacques le Bé, maire de Troyes qui mourait en 1607 et laissait l'exploitation à sa veuve Françoise le Cornuat et ses enfants.

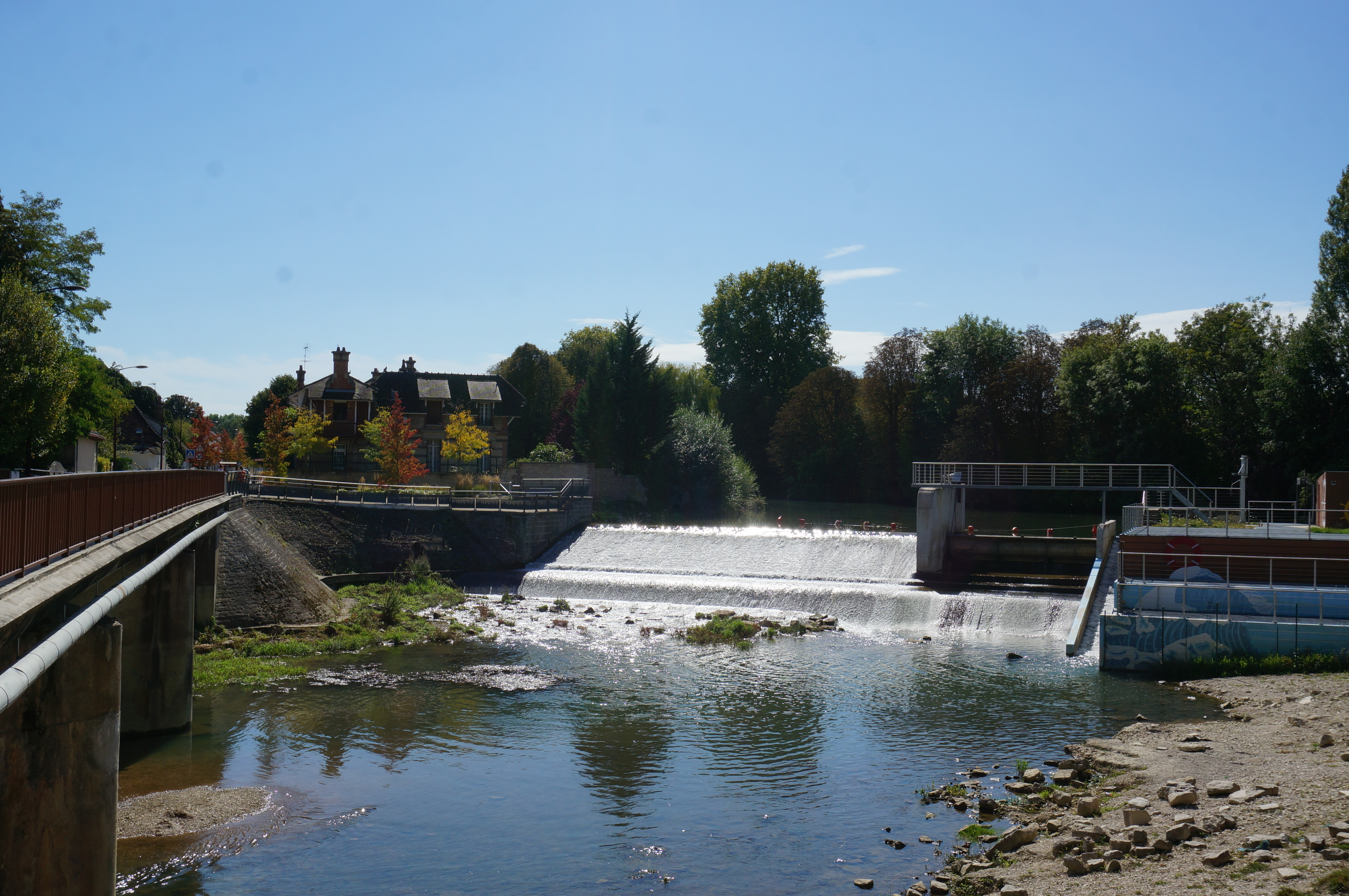
Le déversoir actuellement.

En 1789 le moulin est saisi comme bien de l'Église, vendu en 1793 pour 18905 Livres au citoyen Roussel meunier.
En 1856, la Société Coquet-Vivien le reprenait pour l'exploiter comme moulin à blé et filature de coton ; avant d'être repris par les papeteries de Champagne faisant du papier et se spécialise dans le papier à cigarette. Les papetiers Bolloré travaillant depuis 1823 à Troyes et utilisant la marque OCB.